# Carmen Corley
Carmen Corley (Albuquerque, 17 de septiembre de 2001) es una tenista estadounidense.

## Carrera
Corley debutó en el WTA Tour, en dobles junto a Ivana Corley, en el 125 de Oieres 2024. En primera ronda derrotaron a Estelle Cascino y Zhibek Kulambayeva, pero perdieron contra Luksika Kumkhum y Peangtarn Plipuech en segunda ronda. Disputó el 250 de Cleveland 2024 donde vencieron a Chan Hao-ching y Miyu Kato en primera ronda, a Lauren Davis y Shelby Rogers en cuartos de final y perdieron en semifinales contra Shuko Aoyama y Eri Hozumi.
Tuvo su primera participación en Grand Slam en el US Open 2024, en dobles junto a Ivana Corley. En primera ronda derrotaron a Yekaterina Aleksándrova y Anna Blinkova, pero perdieron contra Chan Hao-ching y Veronika Kudermetova en la siguiente ronda.
Ganó su primer título WTA junto a Rebecca Marino en el 125 de Tampico. En primera ronda vencieron a Nina Stojanović y Jil Teichmann, a Elsa Jacquemot y Nuria Párrizas en cuartas de final, a Maya Joint y Astra Sharma en semifinales y en la final a Alina Kornéyeva y Polina Kudermetova.
En 2025 disputó el 125 de Oeiras junto a Christina Rosca. En primera ronda vencieron a Katie Volynets y Alexandra Eala, en cuartos de final a Alevtina Ibragimova y Lian Tran, pero perdieron en semifinales contra Francisca Jorge y Matilde Jorge.